# Bubble
Bubble – piosenka z trzeciego minialbumu Teenfresh południowokoreańskiej grupy STAYC. Utwór został wydany jako główny singel 16 sierpnia 2023 roku przez High Up Entertainment.

## Historia wydania
17 lipca południowokoreański dziennik Hankook Ilbo ogłosił, że grupa powróci 16 sierpnia. Tego samego dnia High Up Entertainment potwierdziło ten raport.
Pierwszy zwiastun teledysku do tytułowego utworu „Bubble” ukazał się 9 sierpnia.
11 sierpnia ukazały się zdjęcia koncepcyjne i spoiler dotyczący tekstu piosenki „Bubble”.
13 sierpnia ukazało się wideo zawierające fragmenty piosenek, w tym utwór przewodni „Bubble”.
15 sierpnia ukazał się drugi zwiastun teledysku, a dzień później cały klip.

## Kompozycja
Utwór „Bubble” został napisany przez B.E.P i Jeon Goon’a, skomponowany przez B.E.P i FLYT’a oraz zaaranżowany przez Rado i FLYT’a.
„Bubble” to piosenka z radosnymi dźwiękami syntezatora i uzależniającym refrenem, którego nie da się zapomnieć po wysłuchaniu. Porównując spojrzenia innych i niepokojące słowa do baniek, które wkrótce znikną, STAYC otwiera słuchacza na przyjemnie pozytywne przesłanie. Efekty dźwiękowe baniek mydlanych pękających w rytm tekstu „Bubble” urzekają słuchacza i podwajają wyjątkowy urok i pozytywną energię STAYC.
Utwór jest w tonacji A-dur, a tempo wynosi 132 uderzenia na minutę.

## Notowania
| Lista                     | Najwyższa pozycja wykres tygodniowy | Przy.  |
| ------------------------- | ----------------------------------- | ------ |
| Korea Południowa (Circle) | 11                                  | [ 11 ] |

| Lista                     | Najwyższa pozycja wykres miesięczny | Przy.  |
| Korea Południowa (Circle) | 65                                  | [ 12 ] |

## Nagrody
Programy muzyczne
| Rok  | Data        | Stacja telewizyjna | Program    | Przy.         |
| ---- | ----------- | ------------------ | ---------- | ------------- |
| 2023 | 29 sierpnia | SBS MTV            | The Show   | [ 13 ] [ 14 ] |
| 2023 | 1 września  | KBS2               | Music Bank | [ 15 ] [ 16 ] |